# 基本頻率

弦上的振动和驻波，图中展示了基频波和前六种谐波

基本頻率（或簡稱基頻、fundamental frequency），当发声体由於振动而发出声音时，声音一般可以分解为许多单纯的正弦波，也就是说所有的自然声音基本都是由许多频率不同的正弦波组成的，其中频率最低的正弦波即为基音，而其他频率较高的正弦波则为泛音。
音乐演奏或歌唱中，基音是区别音高的主要元素，决定旋律。而泛音则决定乐器或人声的音色。

F0 左端固定

F0 右端固定

F0 两端固定

F0 两端均不固定